# Hegyi József (pap)
Hegyi József (Hegyfalu, Vas vármegye, 1756. május 15. – Veszprém, 1827. április 12.) kegyes tanítórendi áldozópap, szövegíró.

## Élete
1777-ben Privigyén lépett a rendbe és elvégezvén tanulmányait, tanított a váci, pesti és a kalocsai gimnáziumokban 16 évig. Azután Szegeden tanított; 30 évig tanárkodván, előbb Debrecenben rektor és igazgató, majd Besztercebányán rektor, igazgató és plébános lett. Aggkorában gyengélkedvén, Veszprémbe ment vice-rektornak, ott érte a halál 1827-ben.

## Munkái
- Magyarország historiája. Gebhardi Lajos Albert munkáiból magyarázta... Megigazította, 1803-ig folytatta Kultsár István. Pest, 1803 Három kötet (lsm. Zeitschrift von und für Ungern VI. 1804. 377. l. a IV. kötet 1818-ban jelent meg, szintén Kultsár István kiadásában. Nincsen befejezve.)
- M. T. Ciceronak kiválogatott levelei, melyeket a tanuló ifjuság hasznára magyar nyelvre fordított, ékes deák mondásokkal megtoldott, és példák által követésre alkalmaztatott. Szeged, 1804
- Flőry (Fleury) Klaudius apát urnak historiás katekizmusa, mely az ó és új testamentom történeteit, és a keresztény tudományt summásan előadja. Magyar nyelvre fordította. Szeged, 1820

### Kéziratban
- az ifjusághoz tartott latin prédikációi s a debreceni piarista kollégium története.